# Яковлівська сільська рада (Бахмутський район)
| Яковлівська сільська рада — сільська рада в Бахмутському районі Донецької області з адміністративним центром у селі Яковлівка. Сільській раді підпорядковані населені пункти: - с. Яковлівка — населення 1 111 осіб; - с. Білогорівка - с. Василівка - с. Веселе - с. Липове Загальна кількість населення становить 1 764 особи. |

## Географія
Яковлівська сільська рада розташована на північному сході Бахмутського району. Відстань від села центру сільради по шосе:
- до обласного центру м. Донецька — 107 км;
- до районного центру м. Бахмут — 21 км.

## Склад ради
Загальний склад ради: 16 депутатів.
В результаті місцевих виборів 2010 р.
- 11 депутатів було обрано від Партії Регіонів (69%),
- 5 — самовисуванці (31%).

Голова сільради — Безсмертна Лариса Вікторівна.

## Керівний склад сільської ради
| ПІБ                          | Основні відомості                                                         | Дата обрання | Дата звільнення |
| ---------------------------- | ------------------------------------------------------------------------- | ------------ | --------------- |
| Ковальов Андрій Миколайович  | Сільський голова, 1954 року народження, освіта, безпартійний              | 26.03.2006   | 24.03.2010      |
| Безсмертна Лариса Вікторівна | Сільський голова, 1964 року народження, освіта вища, член Партії регіонів | 31.10.2010   |                 |

Примітка: таблиця складена за даними джерела

## Економіка
Економіка Яковлівської сільської ради представлена такими галузями матеріального виробництва:
- сільське господарство (виробництво, заготівля, переробка, зберігання сільгосппродукції, вирощування зернових культур);
- промисловість (харчова: виробництво ковбас).

## Стратегічна мета інвестиційного розвитку сільської ради
Пріоритетними галузями економіки, розвиток яких потребує залучення інвестицій, є сільське господарство, переробна промисловість.
У соціальній сфері першочергові капіталовкладення необхідні для:
- капітального ремонту глядацької зали будинку культури;
- капітального ремонту сільських доріг;
- зовнішнього освітлення сільських вулиць,
- реконструкції непрацюючого будинку дитсадка;
- модернізації системи водопостачання, артезіанських свердловин та відновлення колодязів в селі;
- закінчення будівництва храму;
- ремонту електромережі, крівлі амбулаторії;
- відновлення централізованої системи водовідведення з побудовою очисних споруд;
- організованої утилізації сміття,
- відновлення зон відпочинку.